# 中山欽吾
中山 欽吾（なかやま きんご、1940年9月22日 - ）は、日本のオペラ制作者。大分県立芸術文化短期大学理事長兼学長、大分県立総合文化センター館長、東京二期会理事長を歴任。

## 人物
実業家として活動していたが、叔父であり養父であるバリトン歌手中山悌一に乞われて、二期会に転身し、同会の再建にあたる。2008年（平成20年）10月1日に、大分県立芸術文化短期大学の学長に就任。

## 略歴
- 大分県大分市出身[1]
- 1959年（昭和34年） - 大分県立大分上野丘高等学校卒業[1]
- 1963年（昭和38年） - 九州大学工学部応用化学科卒業、三井金属鉱業株式会社入社[2]
- 1974年（昭和49年） - マサチュセッツ工科大学先進工学研究センター留学[2]
- 1995年（平成7年） - 三井金属（米国）株式会社社長[2]
- 1999年（平成11年） - 二期会総合事務局長兼財団法人二期会オペラ振興会事務局長[2]
- 2005年（平成17年） - 財団法人東京二期会常務理事[2]
- 2006年（平成18年） - 株式会社二期会21代表取締役社長[2]
- 2008年（平成20年）10月1日 - 大分県立芸術文化短期大学理事長兼学長[2]
- 2013年（平成25年） - 大分県立総合文化センター館長[2]
- 2014年（平成26年） - 公益財団法人東京二期会理事長[2]
- 2019年（令和元年） 10月末日 - 大分県立芸術文化短期大学理事長兼学長退任
- 2022年（令和4年） - 文化庁長官表彰[3]